# سن-ژان، سن بارتلمی
سن-ژان (به فرانسوی: Saint-Jean) یک منطقهٔ مسکونی در فرانسه است که در سن بارتلمی در کارائیب واقع شده‌است.